# عبد المحسن جمال
عبد المحسن يوسف علي إسماعيل جمال من مواليد دولة الكويت في عام 1950 ، نائب سابق، شارك لأول مرة في انتخابات مجلس الأمة الكويتي عام 1981 وفاز بالعضوية، كما شارك بانتخابات مجلس الأمة الكويتي عام 1992 وفاز بالعضوية، كما شارك بانتخابات مجلس الأمة الكويتي عام 1999 وفاز بالعضوية عن الدائرة الرابعة - الدعية - وحصل علي (923) صوت، وجاء بالمركز الأول، حاصل علي شهادة الماجستير في التربية، وهو منتسب الي جمعية الصحافيين وجمعية المعلمين الكويتية.

## مواقفه في مجلس الأمة
| الكتل                                  | كتل العمل الشعبي |
| اللجان                                 | كتل العمل الشعبي |
| طرح الثقة بالوزير ضيف الله شرار (2003) | مؤيد طرح الثقة   |
| طرح الثقة بالوزير الإبراهيم (2002)     | مؤيد طرح الثقة   |
| تجنيس البدون (2000)                    | موافق            |
| طرح الثقة بالصبيح (2000)               | مؤيد طرح الثقة   |
| حقوق المرأة السياسة (1999)             | موافق            |